# بنات وموتوسيكلات (فلم)
بنات وموتوسيكلات (بالعربية: فتيات والدراجات النارية) هو فيلم مصري إنتاج 2008.

## قصة الفيلم
تدور قصة الفيلم حول قضية الغربة من خلال علاقات متشابكه بين مجموعه من الشباب والفتيات تجمعهم مسابقة لركوب الدراجات النارية وتدور الأحداث.

## بطولة
- زين الدين : عمر
- صالح عبد النبي : حسام
- ريم هلال : ريم
- تتيانا : لينا
- محمد فراج : راني
- عماد حمدي : كريم
- شريف حمدي : بيير
- سعيد طرابيك : الأب

## باقي فريق العمل
- غناء: تامر عاشور
- كلمات: محمد ناصر
- الحان: محمد يحيي
- توزيع يحيي يوسف
- مكساج :محمد صقر - أحمد جابر
- مخرج مساعد: سعاد الهجان
- سكربيت: فاروق عبد اللطيف
- ستايلست: غادة وفيق
- مشرف مالي: إبراهيم حرفوش
- مونتيرة نيجاتيف: نيرفانا حسن - شيماء تميمي
- مهندس صوت: علي السعيد
- مونتير صوت: إسلام جودة
- ديكور: تامر فايد

## روابط خارجية
- مقالات تستعمل روابط فنية بلا صلة مع ويكي بيانات